# 안드레스 투녜스
안드레스 호세 투녜스 아르세오(스페인어: Andrés José Túñez Arceo, 1987년 3월 15일 ~ )는 베네수엘라의 전 축구 선수로, 현역 시절 포지션은 중앙 수비수였다.